# La sepoltura del conte di Orgaz
La Sepoltura del conte di Orgaz (El Entierro del conde de Orgaz) è un dipinto a olio su tela (480x360 cm) realizzato nel 1586 dal pittore El Greco. È conservato nella Chiesa di San Tommaso (Toledo).

## Descrizione e stile
In un perfetto equilibrio tra cielo e terra, vengono raffigurati, in forma molto allegorica, i funerali di Gonzalo Ruiz de Toledo (ca. 1260-1323), notario mayor di Castiglia, mayordomo mayor di Ferdinando IV di Castiglia, precettore di Alfonso XI di Castiglia. Il dignitario, noto per la sua grande devozione religiosa e benefattore della parrocchia di San Tommaso, nella quale promosse nel 1300 la riedificazione della chiesa di San Tommaso, è raffigurato con Santo Stefano e Sant'Agostino, mentre il vescovo all'estrema destra sfoglia il Libro dei Morti per impartirgli l'estrema unzione ed il diacono ha lo sguardo rivolto al cielo. Dietro di essi sono gli astanti, quasi tutti anch'essi cavalieri (la croce rossa che portano sul petto è quella dell'Ordine di Santiago), o frati; il personaggio al centro che ha lo sguardo rivolto allo spettatore sarebbe lo stesso El Greco, mentre il ragazzino a sinistra vestito di nero ed indicante la scena sarebbe il di lui figlio (un cartiglio che gli sporge dalla tasca ne reca la data di nascita). Sono gli unici a volgere lo sguardo di fronte.
Un angelo al centro della tela, invece, trasporta l'anima del Conte al cielo, che è interamente occupato dal Paradiso: Cristo è seduto in trono, e davanti a lui sono la Madonna e San Giovanni Battista; in secondo piano a sinistra è San Pietro (riconoscibile dalle chiavi) e vari altri Santi (alcuni dei quali, evanescenti, addirittura fluttuanti nelle nubi stesse); sulla destra, alcune anime beate, tra le quali si riconosce quella di Filippo II benché questi fosse ancora in vita all'epoca dell'esecuzione del dipinto. L'opera è firmata in caratteri greci minuscoli: “Doménikos Theotokópolis [sic] Epoíei”.

## Successo
L'opera, dalla sua esecuzione, è sempre rimasta nella chiesa di San Tommaso, ed è in breve tempo diventata l'opera più celebre di El Greco, nonché uno dei capisaldi della pittura spagnola di ogni tempo, ammirato, copiato e citato da moltissimi pittori (Picasso su tutti, che si ispirò ad esso per il suo Sepoltura di Casagemas del 1901).